# .45-60 Winchester
.45-60 Winchester гвинтівковий набій центрального запалення розроблений у 19-ому столітті для полювання на велику дичину За номенклатурою тієї епохи набій .45-60 містив кулю діаметром 0,45 дюйма (11,43 мм) з зарядом у 60 гранів (3,89 г) чорного пороху. Winchester Repeating Arms Company вкоротила урядовий набій .45-70 для використання у важільній гвинтівці Winchester Model 1876.
Під набій .45-60 було розроблено важільні гвинтівки карабін Colt Lightning та Whitney Arms Company's Kennedy. Перевага цих ранніх гвинтівок швидкого заряджання незабаром була перевершена міцнішою і плавнішою в роботі гвинтівкою Winchester Model 1886, яка могла використовувати довші набої, в тому числі популярний повнорозмірний набій .45-70. .45-60 та схожі короткі набої розроблені для гвинтівки Model 1876 застарілі, оскільки мисливці 20-го століття надавали перевагу потужнішим набоям з бездимним порохом, які були розроблені для міцніших гвинтівок. Вінчестер припинили випуск набою .45-60 під час великої депресії.

## Параметри

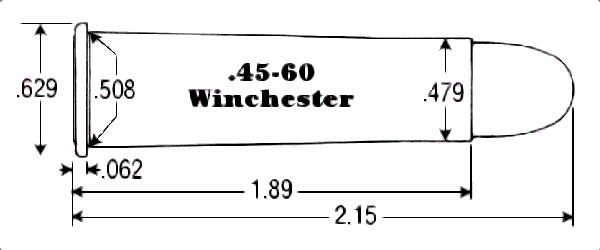